# Veuve de Sarepta
 (décembre 2018).
Si vous disposez d'ouvrages ou d'articles de référence ou si vous connaissez des sites web de qualité traitant du thème abordé ici, merci de compléter l'article en donnant les références utiles à sa vérifiabilité et en les liant à la section « Notes et références ».
La veuve de Sarepta est une figure anonyme de la Bible hébraïque mentionnée dans le premier livre des Rois auprès de laquelle le prophète Élie trouve refuge. Il réalise pour elle deux miracles, assurant sa providence et ressuscitant son fils.

## Récit biblique selon le texte massorétique
D’après le texte hébraïque tel qu’il a été transmis par l’école massorétique de Tibériade, le torrent Kerit dont s’abreuvait Élie se tarit du fait de la sécheresse qu’il a prophétisée. Dieu lui intime d’aller à Sarepta près de Sidon auprès d’une femme veuve

## Lecture chrétienne
Dans l'Évangile de Luc, Jésus fait mention du récit de l'intervention du prophète Élie auprès de la veuve de Sarepta.